# اصل موضوع مجموعه توانی

اصل موضوعه جبری در مباحث جبر مجرد

اصل موضوع مجموعه توانی از جمله اصول مجموعه ساز در نظریه اصل موضوعی مجموعه‌های تسرملو-فرانکیل است.

## مقدمه
اگر {A={a,b،c یک مجموعه باشد در این صورت زیرمجموعه‌های مجموعهٔ A عبارت‌اند از:
{a},{b},{c},{a,b},{a,c},{b,c},{a,b،c},{}
حال ممکن است این سؤال پیش بیاید که آیا زیرمجموعه‌های مجموعهٔ A که در بالا فهرست شده‌اند تشکیل یک مجموعه می‌دهند؟
سعی می‌کنیم با فرض دانستن اصل موضوع زوج سازی و اصل موضوع اجتماع به این سؤال پاسخ دهیم. برطبق اصل موضوع زوج سازی،{{a}}،{}} و {{b}}،{{c}} و {{a,c}}،{a,b}} و {{a,b,c}}،{b,c}} همگی مجموعه‌اند و بنابر اصل موضوع اجتماع مجموعه‌های فوق یعنی {{a}}،{b},{c},{a,b},{a,c},{b,c},{a,b،c},{}} نیز یک مجموعه‌است که همان‌طور که مورد نظر ما بود مجموعه‌ای است دقیقاً شامل زیرمجموعه‌های مجموعه A.
پس در این حالت با استفاده از دو اصل موضوع از پیش پذیرفته شده و مقدماتی نشان دادیم که زیرمجموعه‌های A تشکیل مجموعه می‌دهند. به همین صورت با تعمیم روش فوق می‌توان این حکم را در مورد هر مجموعه متناهی دیگر نشان داد.
اما در مورد مجموعه‌های نامتناهی چه طور؟ مثلاً در مورد مجموعه اعداد طبیعی {\displaystyle \mathbb {N} } می‌توان روش فوق را به کار برد؟
زیر مجموعه‌های {\displaystyle \mathbb {N} } نامتناهی و ناشمارا می‌باشند، بنابراین استدلال فوق در مورد آن‌ها چندان کارآمد نیست چرا که به اصول دیگری که هنوز پذیرفته شده‌است نیاز دارد. اما به هر صورت به نظر طبیعی می‌رسد که بگویم زیرمجموعه‌های اعداد طبیعی نیز تشکیل مجموعه می‌دهند.
در این مورد با سؤالی کلی‌تر روبرو می‌شویم: آیا زیرمجموعه‌های هر مجموعه دلخواه تشکیل یک مجموعه می‌دهند؟
گاهی در ارتباط کار با مجموعه‌ها ممکن است نظر ما به سوی زیرمجموعه‌های یک مجموعه مفروض جلب شود و با زیرمجموعه‌های یک مجموعه بیشتر از خود آن مجموعه کار کنیم و لذا در دست داشتن مجموعه‌ای شامل همه زیرمجموعه‌های یک مجموعه دارای اهمیت است. پس پاسخ به سؤالات فوق بسیار مهم است و اصل موضوع مجموعه توانی (Axiom of power set) پاسخ گوی این پرسش است.

## اصل موضوع مجموعه توانی
این اصل بیان می‌کند:
{\displaystyle \forall A\exists {\mathcal {P}}:\forall C(C\subseteq A\Rightarrow C\in {\mathcal {P}})}
یا به عبارت دیگر برای هر مجموعه، دسته‌ای از مجموعه‌ها وجود دارد که (در میان اعضای خود) شامل همه زیرمجموعه‌های آن مجموعهٔ مورد نظر باشد.
به عبارت دیگر برای هر مجموعه دلخواه X مجموعه‌ای چون {\displaystyle {\mathcal {P}}} وجود دارد که شامل همه زیرمجموعه‌های X است یعنی اگر {\displaystyle A\subseteq X} آنگاه {\displaystyle A\in {\mathcal {P}}}
اما مجموعه {\displaystyle {\mathcal {P}}} که در بالا معرفی شد ممکن است بیش از حد نیاز ما بزرگ باشد و به جز زیرمجموعه‌های X شامل عناصری دیگر نیز باشد.
برای رفع این مشکل و تعیین مجموعه‌ای که دقیقاً شامل زیرمجموعه‌های مجموعهٔ X باشد اصل موضوع تصریح را در مورد اعضای مجموعه {\displaystyle {\mathcal {P}}} به کار می‌بریم و مجموعه:
{\displaystyle \{x\in {\mathcal {P}}:x\subseteq X\}}
را تعریف می‌کنیم. این مجموعه مجموعه‌ای است که دقیقاً شامل زیر مجموعه‌های X است و حال با تجدید نمادگذاری قرار می‌دهیم:
{\displaystyle {\mbox{P(X)}}=\{A:A\subseteq X\}}
و این مجموعه را مجموعه توانی X می‌نامیم و برای تأکید بستگی آن به مجموعه X آن را با (P(X نشان می‌دهیم.
اگر X مجموعه‌ای متناهی و n عضوی باشد چون تعداد زیرمجموعه‌های X برابر ۲n عدد است پس تعداد عضوهای مجموعه (P(X نیز برابر ۲n است. در تعمیم این خاصیت رابطه cardP(X)=۲cardX را در مورد عدد اصلی یک مجموعه و مجموعه توانی متناظر با آن می‌توان بیان کرد.که با فرمول p(x)محاسبه می‌شود که هر p fvh 2